# Nepoddajuščiesja
Nepoddajuščiesja (Неподдающиеся) è un film del 1959 diretto da Jurij Stepanovič Čuljukin.